# 唐集乡
唐集乡，是中华人民共和国河南省周口市鹿邑县下辖的一个乡镇级行政单位。

## 行政区划
唐集乡下辖以下地区：
唐集社区、二门社区、刘贯斗村、业庄村、李集村、蒋田村、套犁王村、东张村、三门村、王庄村、康庄村、龚庄村、张先村、连桥村、崔庄村、大宋村和贺店村。